# واين هولاند
واين هولاند (بالإنجليزية: Wayne Holland)‏ هو سياسي أمريكي، ولد في 28 أكتوبر 1958 في الولايات المتحدة. حزبياً، نشط في الحزب الديمقراطي.

## وصلات خارجية
- الموقع الرسمي